# Station Rokita
Station Rokita is een spoorwegstation in de Poolse plaats Rokita.